# ۳۹۲ (پیش از میلاد)
۳۹۲ (پیش از میلاد) ۳۹۲مین سال قبل از تقویم میلادی است.